# Hanns Hippius
Hanns Hippius (* 18. April 1925 in Mühlhausen/Thüringen; † 21. August 2021) war ein deutscher Psychiater, Professor für Psychiatrie und Klinikdirektor in Berlin und München. Er war u. a. Verfasser des Standardwerkes Kompendium der Psychiatrischen Pharmakotherapie und Herausgeber und Mitverfasser zahlreicher Bücher zur Psychiatrie und Psychiatriegeschichte.

## Studium
Hippius studierte von 1944 bis 1952 Medizin und Chemie in Freiburg/Breisgau, Marburg/Lahn und an der FU Berlin. 1950 wurde er in Medizin promoviert.

## Werdegang
Von 1950 bis 1952 war er Assistent am Institut für Experimentelle Therapie „Emil von Behring“ in Marburg/Lahn und befasste sich dort mit Immunologie, Serologie und Bakteriologie. Von 1952 bis 1967 war er als wissenschaftlicher Assistent und Oberarzt an der Klinik für Psychiatrie der FU Berlin tätig. 1963 habilitierte er in Psychiatrie und Neurologie. Von 1968 bis 1970  war er ordentlicher Professor für Psychiatrie und Direktor der Psychiatrischen Klinik II der FU Berlin. 1972 wurde er Direktor der Universitätsklinik für Psychiatrie an der Universität München; dies blieb er bis zur Emeritierung 1994. Er lebte im Chiemgau.
Hippius war beteiligt an der Entwicklung des ersten „atypischen“ Neuroleptikums Clozapin. Er engagierte sich in der Arbeit gegen die Stigmatisierung psychisch und psychiatrisch Erkrankter. Im Jahr 2014 erhielt er die Wilhelm-Griesinger-Medaille der Deutschen Gesellschaft für Psychiatrie und Psychotherapie, Psychosomatik und Nervenheilkunde.
Hippius war zusammen mit Otto Benkert langjähriger Herausgeber des Kompendiums der Psychiatrischen Pharmakotherapie.

## Weitere Funktionen
Langjährig wirkte er in der Schutzkommission beim Bundesminister des Innern. Von 1971 bis 1975 war er Mitglied der Sachverständigenkommission des Deutschen Bundestages zur Enquete „Zur Lage der Psychiatrie in der Bundesrepublik Deutschland“. 1972 bis 1974 amtierte er als Präsident der Deutschen Gesellschaft für Psychiatrie und Nervenheilkunde (DGPN). Hippius war Mitglied der Deutschen Akademie der Naturforscher Leopoldina (Halle/Saale) und Ehrenmitglied vieler Fachgesellschaften.